# Copa Italia A1 de Voleibol
La Copa Italia A1 de voleibol masculino, en  italiano Coppa Italia A1 di volley maschile, es una competición entre clubes de voleibol de Italia organizada por la Federación Italiana de voleibol (Fipav) y la Lega Pallavolo Serie A. El ganador del torneo tendrá la posibilidad de jugar la Copa CEV salvo que este al final de la temporada se clasifique para la champions, en tal caso será en función mejor clasificado de la temporada regular.

## Historia
Desde 1978-79 se organiza cada año y es la segunda competición más importante del voleibol italiano tras la  Serie A1. A partir de la temporada 2001-02 se califican por el torneo los primeros ocho de la Serie A1 a la finzalización de la primera vuelta. Los emparejamientos de los cuartos de final, que se disputan a partido único, son establecidos de esa forma : 1°  clasificada frente a 8°, 2° frente a 7°, 3° frente a 6° y 4° frente a 5°. Los ganadores de cada partido participan en una Final Four donde se disputan las dos semifinales, ganador 1°- 8°/ganador 4°- 5° y ganador 2°- 7°/ganador 3°- 6°, y la final.

## Historial
| Temporada | Campeón                   | Risultado         | Subcampeón             |
| --------- | ------------------------- | ----------------- | ---------------------- |
| 1978 - 79 | Pallavolo Modena          | Liguilla final    | Liguilla final         |
| 1979 - 80 | Pallavolo Modena          | Liguilla final    | Liguilla final         |
| 1980 - 81 | Pallavolo Virtus Sassuolo | Liguilla final    | Liguilla final         |
| 1981 – 82 | Pallavolo Parma           | Liguilla final    | Liguilla final         |
| 1982 – 83 | Pallavolo Parma           | Liguilla final    | Liguilla final         |
| 1983 – 84 | Zinella Volley Bologna    | Liguilla final    | Liguilla final         |
| 1984 - 85 | Pallavolo Modena          | Liguilla final    | Liguilla final         |
| 1985 - 86 | Pallavolo Modena          | Liguilla final    | Liguilla final         |
| 1986 - 87 | Pallavolo Parma           | Liguilla final    | Liguilla final         |
| 1987 - 88 | Pallavolo Modena          | 2-0 (3-0,3-1)     | Zinella Volley Bologna |
| 1988 - 89 | Pallavolo Modena          | 2-1 (3-0,2-3,3-1) | Sisley Treviso         |
| 1989 – 90 | Pallavolo Parma           | 3-2               | Pallavolo Modena       |
| 1990 – 91 | Porto Ravenna Volley      | 3-0               | Volley Gonzaga Milano  |
| 1991 – 92 | Pallavolo Parma           | 3-2               | Volley Gonzaga Milano  |
| 1992 – 93 | Sisley Treviso            | 3-0               | Pallavolo Parma        |
| 1993 – 94 | Pallavolo Modena          | 3-1               | Pallavolo Parma        |
| 1994 – 95 | Pallavolo Modena          | 3-1               | Sisley Treviso         |
| 1995 – 96 | PV Cuneo                  | 3-2               | Sisley Treviso         |
| 1996 – 97 | Pallavolo Modena          | 3-0               | PV Cuneo               |
| 1997 – 98 | Pallavolo Modena          | 3-0               | PV Cuneo               |
| 1998 – 99 | PV Cuneo                  | 3-0               | Sisley Treviso         |
| 1999 – 00 | Sisley Treviso            | 3-0               | Gabeca Montichiari     |
| 2000 – 01 | Lube Macerata             | 3-0               | Sisley Treviso         |
| 2001 – 02 | PV Cuneo                  | 3-0               | Pallavolo Parma        |
| 2002 – 03 | Lube Macerata             | 3-2               | Sisley Treviso         |
| 2003 – 04 | Sisley Treviso            | 3-0               | PV Cuneo               |
| 2004 – 05 | Sisley Treviso            | 3-0               | Vibo Valentia          |
| 2005 – 06 | PV Cuneo                  | 3-1               | Volley Piacenza        |
| 2006 – 07 | Sisley Treviso            | 3-0               | M.Roma Volley          |
| 2007 – 08 | Lube Macerata             | 3-0               | M.Roma Volley          |
| 2008 – 09 | Lube Macerata             | 3-1               | PV Cuneo               |
| 2009 – 10 | Trentino Volley           | 3-1               | PV Cuneo               |
| 2010 – 11 | PV Cuneo                  | 3-0               | Trentino Volley        |
| 2011 - 12 | Trentino Volley           | 3-2               | Lube Macerata          |
| 2012 - 13 | Trentino Volley           | 3-1               | Lube Macerata          |
| 2013 – 14 | Volley Piacenza           | 3-0               | Sir Safety Perugia     |
| 2014 - 15 | Pallavolo Modena          | 3-1               | Trentino Volley        |
| 2015 - 16 | Pallavolo Modena          | 3-0               | Trentino Volley        |
| 2016-17   | Lube Civitanova           | 3-1               | Trentino Volley        |
| 2017-18   | Sir Safety Perugia        | 3-1               | Lube Civitanova        |
| 2018-19   | Sir Safety Perugia        | 3-1               | Lube Civitanova        |
| 2019-20   | Lube Civitanova           | 3-2               | Sir Safety Perugia     |
| 2020-21   | Lube Civitanova           | 3-1               | Sir Safety Perugia     |

## Títulos por club
| Títulos | Club                      | Temporada                                                                                                  |
| ------- | ------------------------- | --- |
| 12      | Pallavolo Modena          | 1978-79, 1979-80, 1984-85, 1985-86, 1987-88, 1988-89, 1993-94, 1994-95, 1996-97, 1997-98, 2014-15, 2015-16 |
| 7       | Volley Lube               | 2000-01, 2002-03, 2007-08, 2008-09, 2016-17, 2019-20, 2020-21                                              |
| 5       | Pallavolo Parma           | 1981-82, 1982-83, 1986-87, 1989-90, 1991-92                                                                |
| 5       | PV Cuneo                  | 1995-96, 1998-99, 2001/-02, 2005-06, 2010-11                                                               |
| 5       | Sisley Treviso            | 1992-93, 1999-00, 2003-04, 2004-05, 2006-07                                                                |
| 3       | Trentino Volley           | 2009-10, 2011-12, 2012-13                                                                                  |
| 2       | Sir Safety Perugia        | 2017-18, 2018-19                                                                                           |
| 1       | Pallavolo Virtus Sassuolo | 1980-81 |
| 1       | Porto Ravenna Volley      | 1990-91 |
| 1       | Zinella Volley Bologna    | 1983-84 |
| 2       | Volley Piacenza           | 2013-14, 2022-23                                                                                           |

## Récords
en cursiva las ediciones ganadas
- Finales disputadas (liguilla, final a dos partidos y final a partido único) 16 Pallavolo Modena (1978-79, 1979-80, 1980-81, 1981-82, 1983-84, 1984-85, 1985-86, 1986-87, 1987-88, 1988-89, 1989-90, 1993-94, 1994-95, 1996-97, 1997-98, 2014-15, 2015-16)

- Finales consecutivas (liguilla, final a dos partidos y final a partido único) 7 Pallavolo Modena (1983-84, 1984-85, 1985-86, 1986-87, 1987-88, 1988-89, 1989-90)

- Finales disputadas (final a partido único): 10 Sisley Treviso (1992-93, 1994-95, 1995-96, 1998-99, 1999-00, 2000-01, 2002-03, 2003-04, 2004-05, 2006-07)

- Finales consecutivas (final a partido único): 5 Volley Lube (2016-17, 2017-18, 2018-19, 2019-20, 2020-21)

- Victorias consecutivas (liguilla, final a dos partidos y final a partido único) 2: Pallavolo Modena (1978-79 - 1979-80, 1984-85 - 1985-86, 1993-94 - 1994-95, 1996-97 - 1997-98, 2014-15 - 2015-16), Pallavolo Parma (1981-82 - 1982-83), Sisley Treviso (2003-04 - 2004-05), Lube Macerata (2007-08 - 2008-09, 2019-20 - 2020-21), Trentino Volley (2011-12 - 2012-13),  Sir Safety Perugia (2017-18 - 2018-19)

- Jugador con más títulos: 9 Luca Cantagalli (1984-85, 1985-86, 1987-88, 1988-89, 1992-93, 1993-94, 1994-95, 1996-97, 1997-98)[3]

- Entrenador con más títulos: 7 Daniele Bagnoli (1993-94, 1994-95, 1996-97, 1999-2000, 2003-2004, 2004-2005, 2006-2007)[4]